# Barajul Hoover
Barajul Hoover (conform originalului Hoover Dam), cunoscut anterior sub numele de Boulder Dam, este un baraj gravitațional în arc realizat din beton armat închizând  delileul Black Canyon al fluviului Colorado River, la granița dintre statele Arizona și Nevada ale Statelor Unite ale Americii.
Construcția barajului Boulder, numit ulterior în mod controversat barajul Hoover după cel de-al 31-lea președinte american Herbert Hoover, a început în anul 1931 și a durat 5 ani, până în anul 1936, în timpul perioadei cunoscută ca Marea depresiune economică. Construcția barajalui a fost rezultatul unui masiv efort federal și local și a costat viața a peste o sută de oameni.
Având o lungime de 379 metri și o înălțime de 221 metri, barajul Hoover a fost timp de 22 de ani cel mai înalt baraj din lume. Pe marginea sa superioară există o șosea cu o lățime 5 m, care unește Arizona și Nevada, respectiv cele două coaste ale oceanelor Atlantic și Pacific, între San Francisco și New York. În regiunea cea mai uscată și cu clima cea mai toridă din Statele Unite ale Americii, din nordul deșertului Sonora și sudul deșertului Mojave, barajul Hoover asigură apa pentru milioane de oameni. Construcția barajului a dus la formarea lacului de acumulare Mead, care este unul dintre cele mai mari lacuri artificiale din lume.
Șef executiv al întregului proiect a fost inginerul Frank Crowe, unul dintre cei mai remarcabili hidrotehnicieni ai timpului, care a făcut posibilă finalizarea proiectului prin aplicarea concretă a mai multe dintre cele mai importante din invențiile sale. Arhitectul britanic-american Gordon Kaufmann, stabilit în 1914 în Statele Unite, cunoscut pentru opera sa arhitecturală anterioară, designată mai ales în manieră Art Deco, a realizat eleganta rafinare stilistică a întregului complex de clădiri și a barajului în aceeași manieră, cunoscută anterior și ca Arte Moderne.

## Construcție

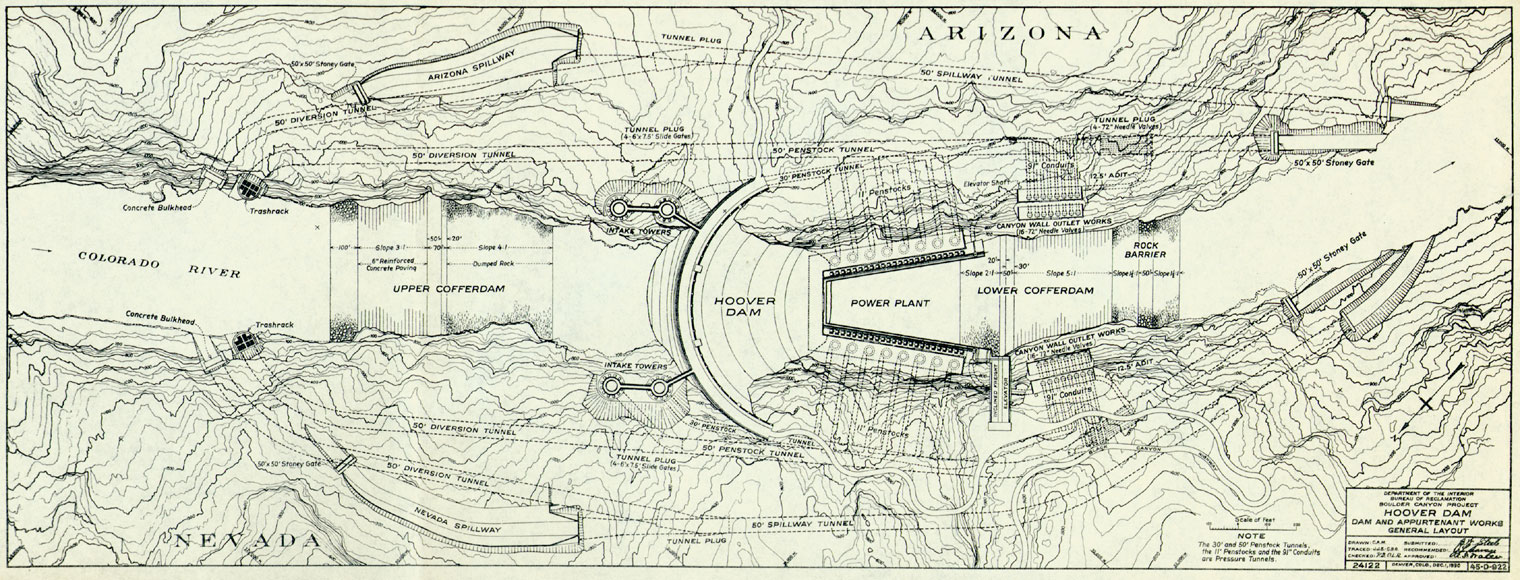

În pereții canionului s-au săpat în grabă 3 tuneluri ce conduc apa pe cealaltă partea a barajului în timpul construcțiilor.
Termenul alocat construcției era de 6 ani. Acesta a fost terminat în 4.

## Galerie de imagini

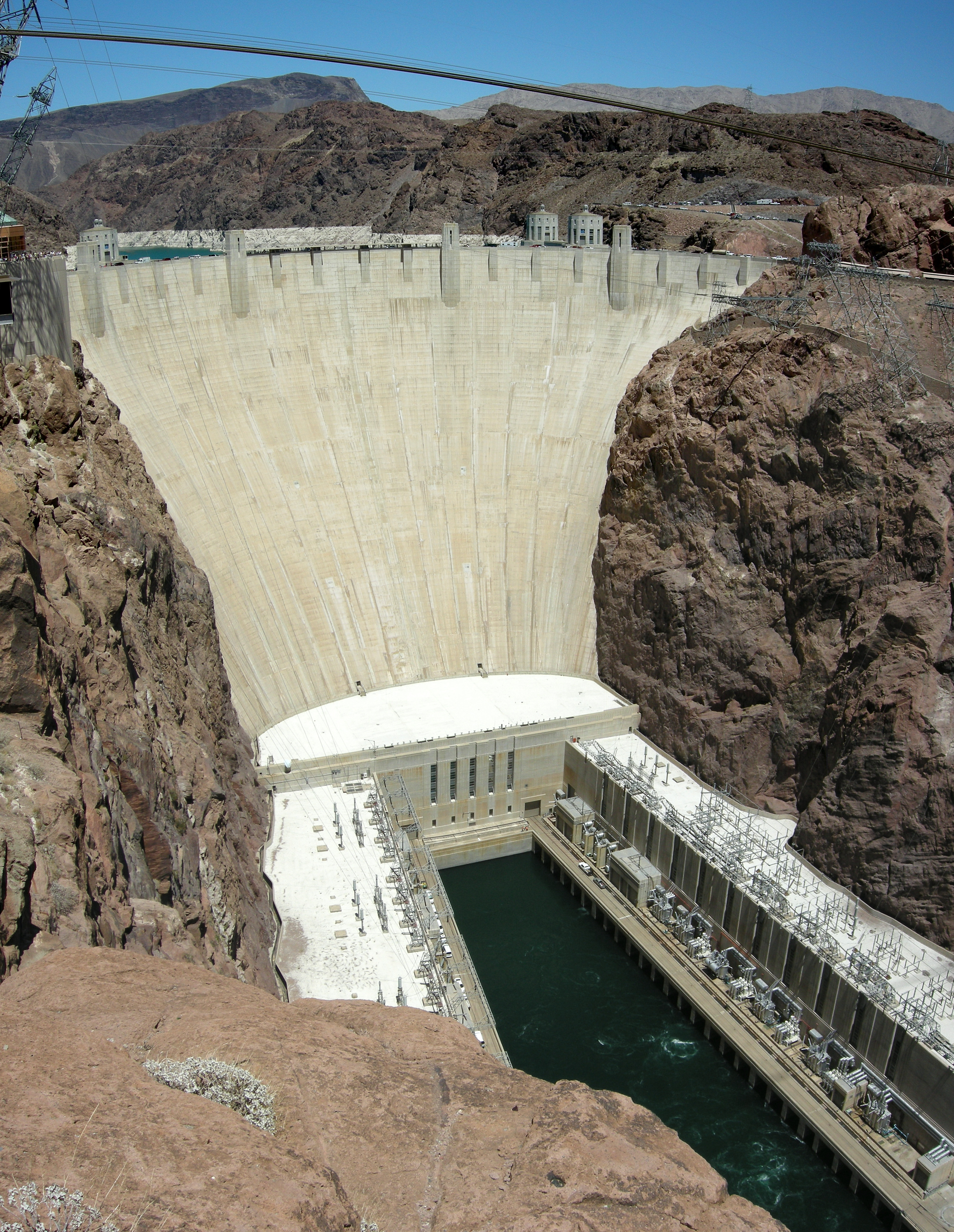
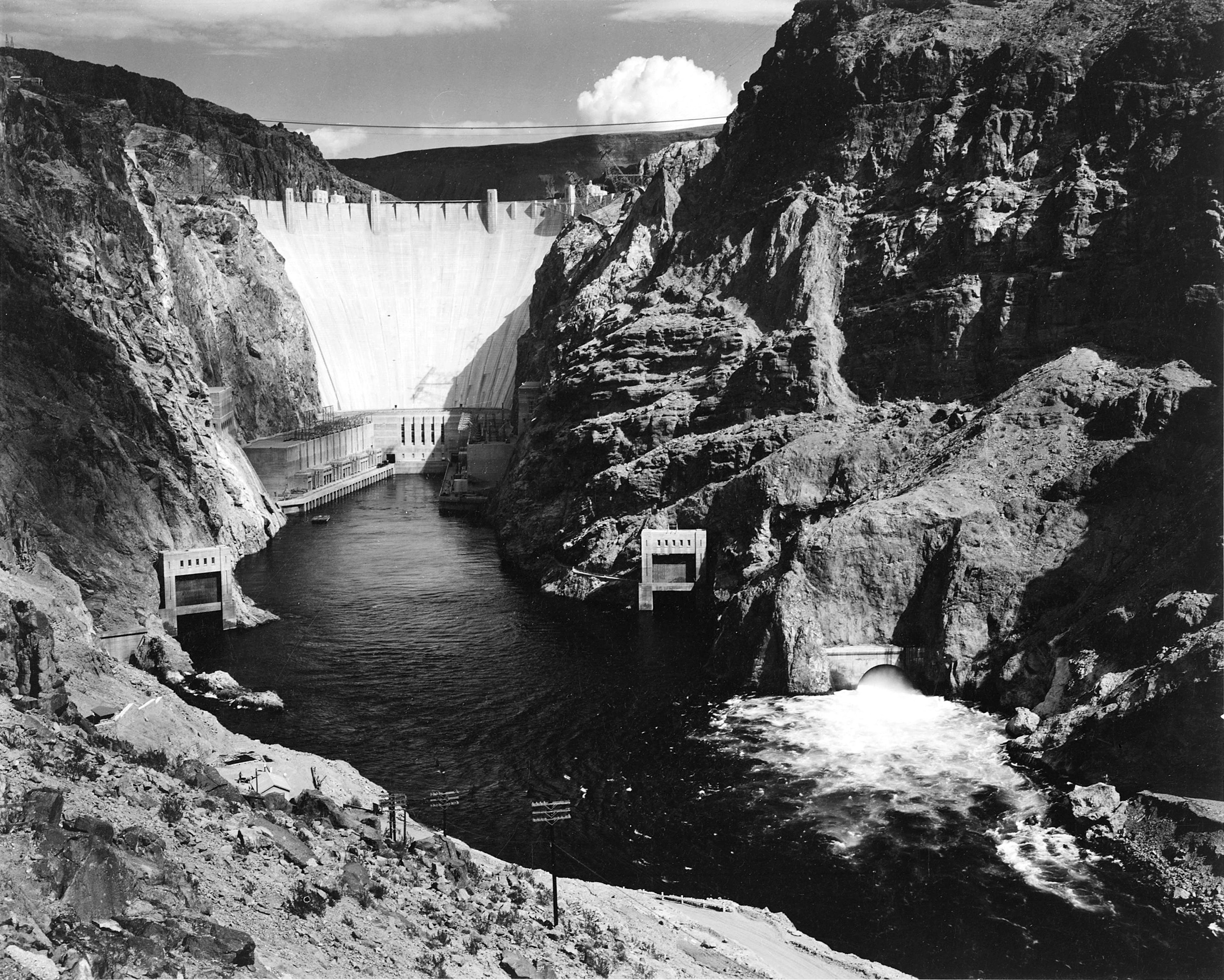
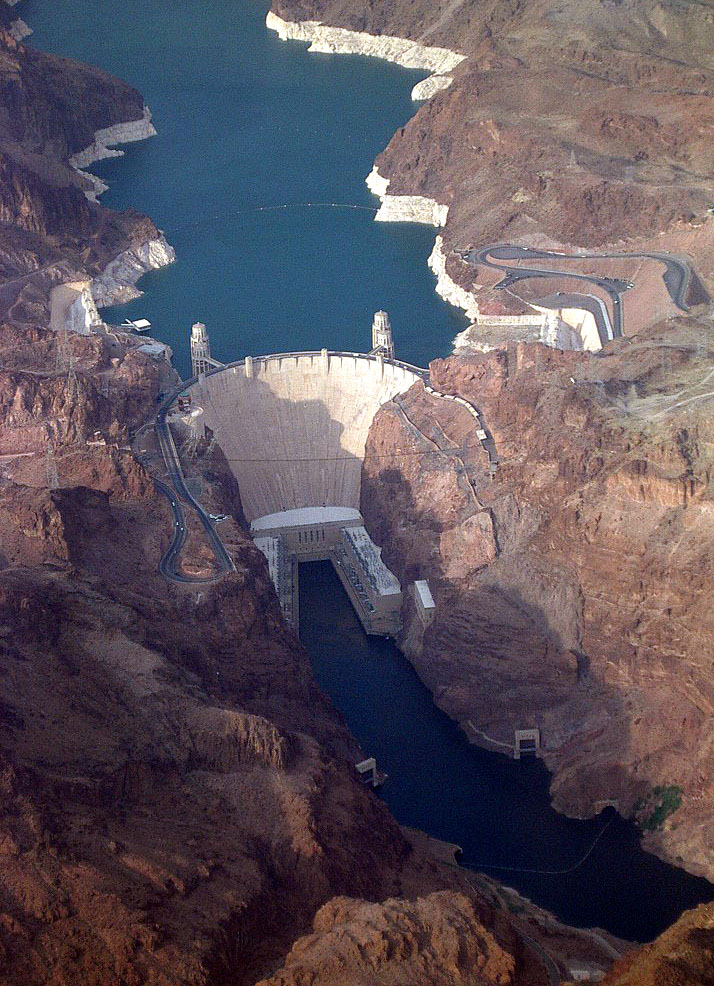